# Бьёрк, Оскар
Оскар Густав Бьёрк (швед. Oscar Gustaf Björck; 15 января 1860, Стокгольм — 5 декабря 1929, Стокгольм) — шведский художник, профессор шведской Королевской академии искусств.

## Жизнь и творчество
В 1877—1882 учился под руководством Эдварда Персеуса в стокгольмской Королевской академии искусств. В тот период писал картины религиозного, мифологического и исторического содержания, среди которых:
- «Асы пленяют Локи» (Loke fängslas af asarne, 1880),
- «Густав Васа перед королём Хансом» (Gustaf Vasa inför kung Hans, 1881),
- «Возвращение блудного сына» (Den förlorade sonens återkomst, 1882).

За последнюю из этих работ был награждён медалью. В 1883 получил стипендию для учёбы за границами Швеции. Зиму 1883/84 провёл в Париже, следующую зиму — в Мюнхене, где изучал портретную живопись, написал много портретов, в том числе и портрет жены. Весной 1885 жил в Венеции, осень провёл в Риме, где написал такие полотна, как Сусанна и Римские кузнецы (Romerska smeder). В 1887 — опять в Венеции, где писал картины, посвящённые этому городу.
Летние месяцы 1882 и 1884 годов проводил в Скагене, в Ютландии, в среде датской колонии живописцев Скагенские художники. На известной картине П. С. Крейера Гип-гип-ура!, где изображена встреча художников в скагенском саду М. Анкера, можно увидеть и О. Бьёрка. С 1888 поселился в Стокгольме, где концентрировался на портретной живописи. Создал несколько портретов шведского короля Оскара II, в том числе с королевскими регалиями и мантией для стокгольмского королевского дворца, а также портреты принцев шведской королевской фамилии. Автор пейзажей и жанровых полотен.
С 1889 — член Королевской академии искусств, с 1989 — её профессор. Был комиссаром искусств на Стокгольмской выставке 1897 года, на Балтийской выставке 1914 года и на Шведской выставке в Лондоне в 1924 году.
В ранних портретах О. Бьёрка чувствуется влияние Георга фон Розена, в его скагенских полотнах — датских мастеров живописи, в особенности П. С. Крейера и французских художников-натуралистов. Во многих его работах изображена жизнь представителей шведского среднего класса того времени.
Сестра художника — Ида Бьорк (Ida Björck, 1862—?) была замужем за Карлом Эдвардом Гисико (Carl Edvard Gisiko, 1856—?) — братом шведской художницы Иды Гисико-Шперк.

## Галерея

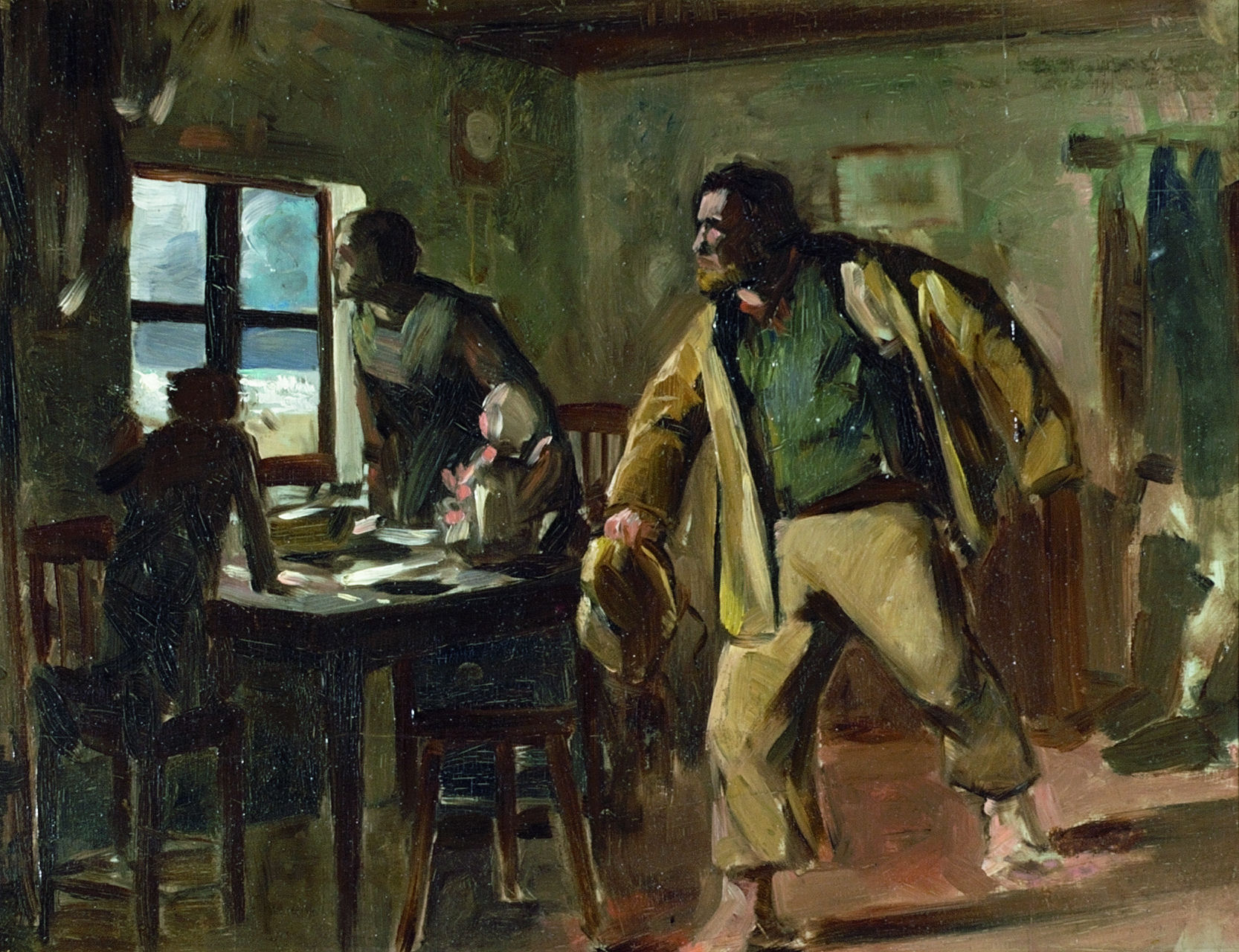
Сигнал беды (1883)
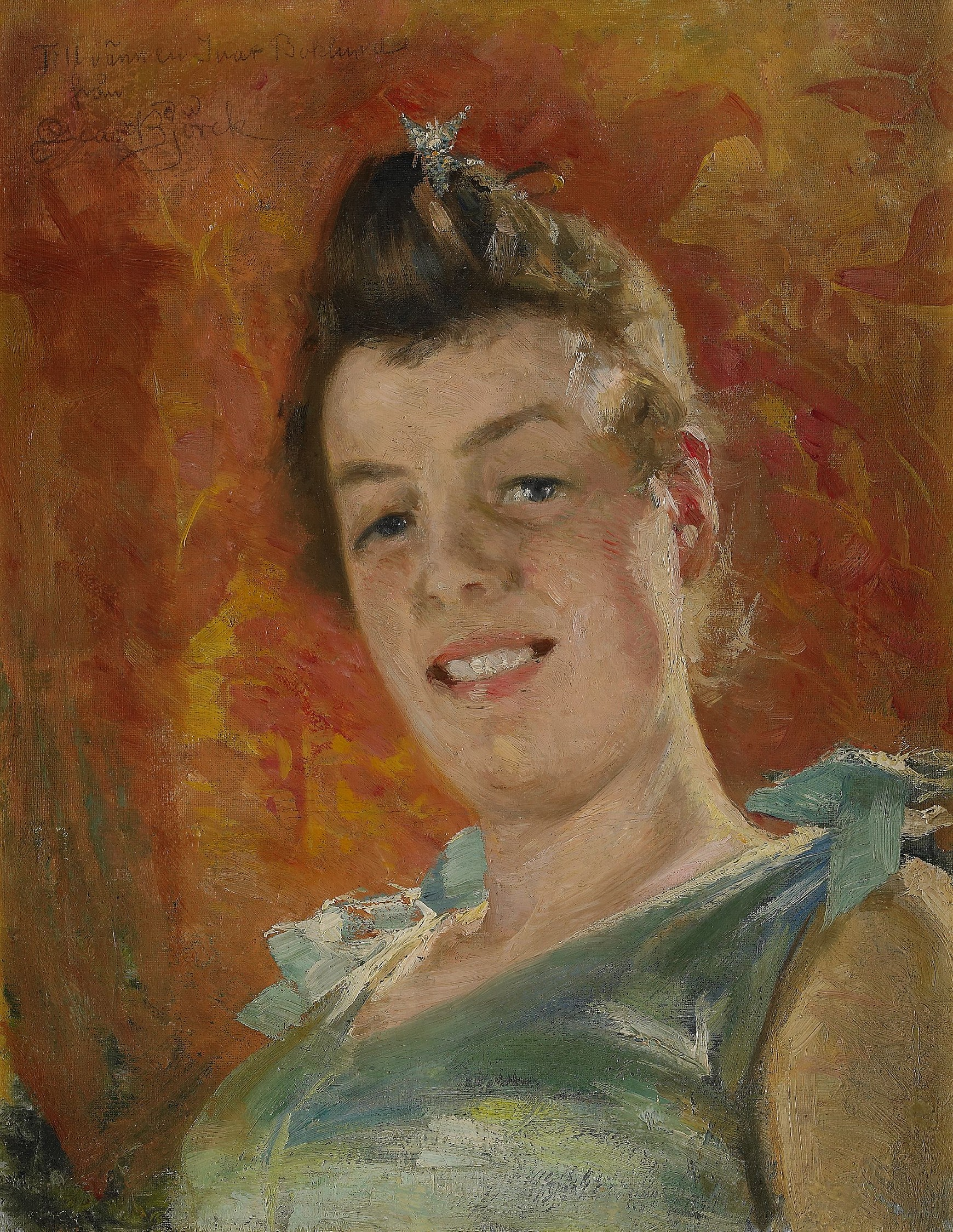
Женский портрет
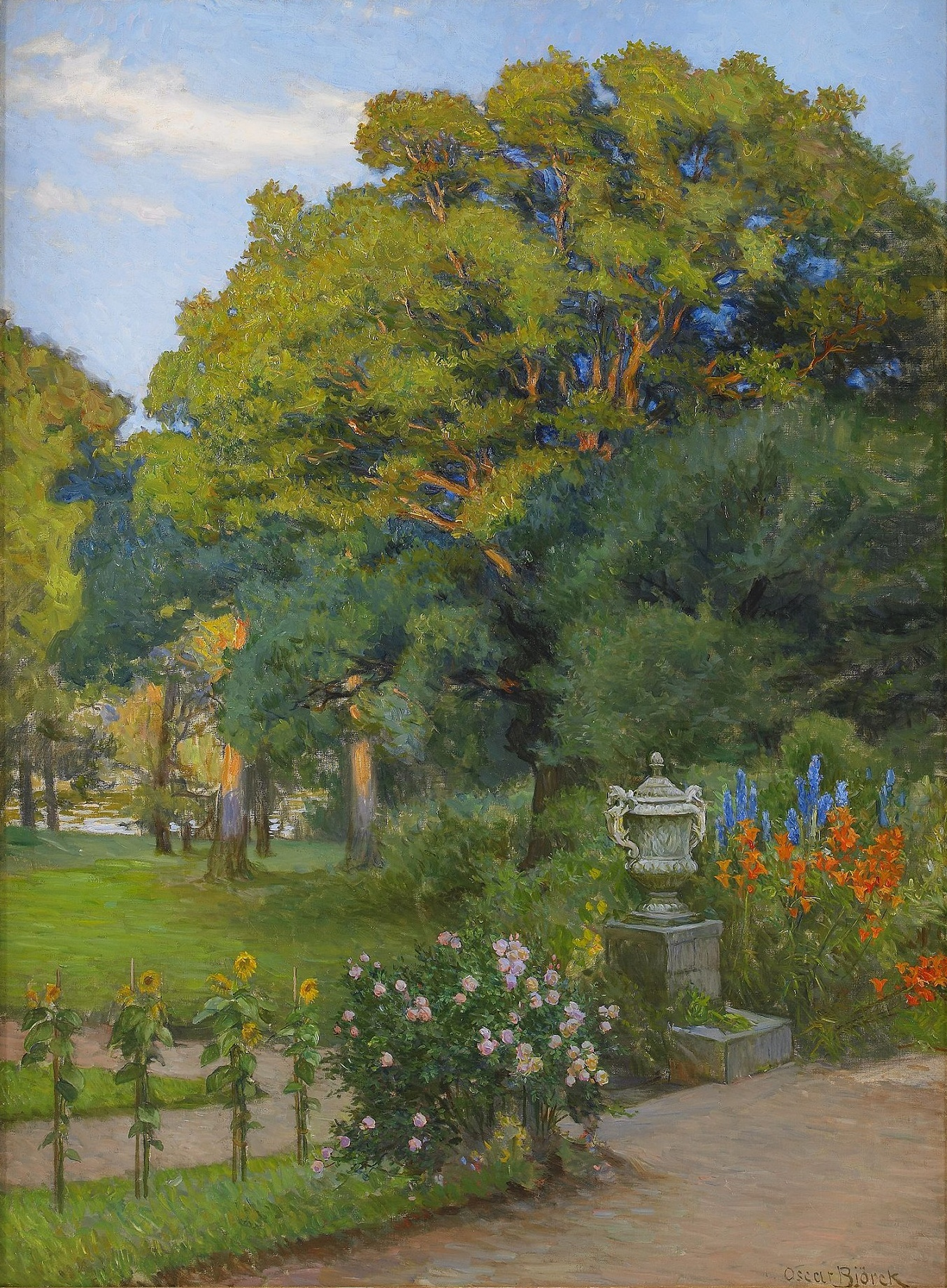
Парковый пейзаж
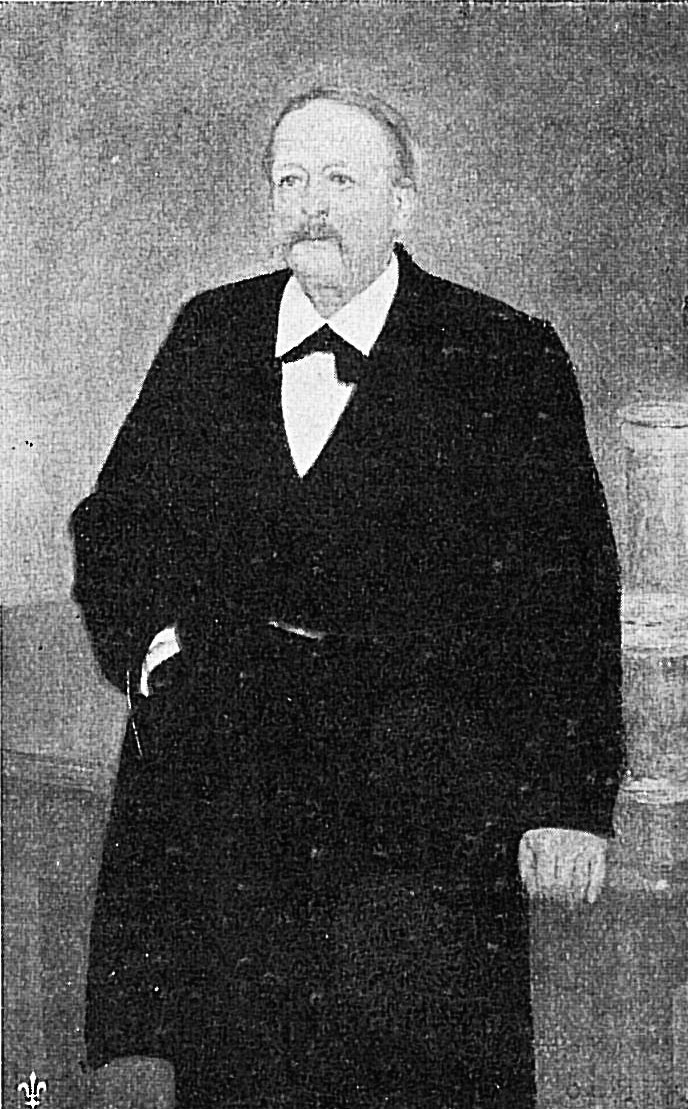
Портрет профессора Акселя Кея
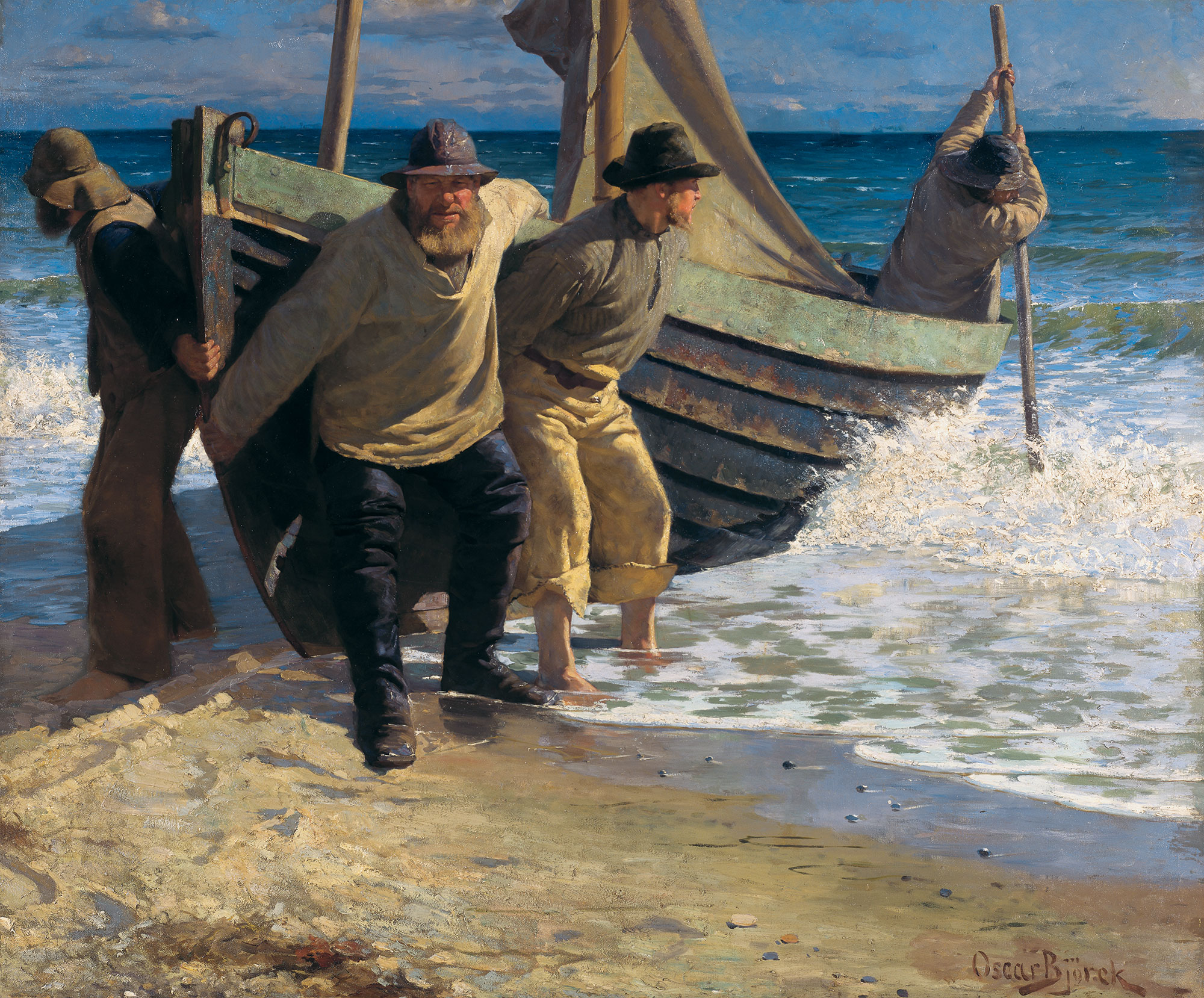
Спуск баркаса в море (1885)